# Soazza
Soazza (toponimo italiano; in tedesco Sowaz, desueto) è un comune svizzero di 332 abitanti del Canton Grigioni, nella regione Moesa.

## Geografia fisica
Soazza si trova su un terrazzamento sulla sponda destra della Moesa, in Val Mesolcina; dista 29 km da Bellinzona e 88 km da Coira. Il punto più elevato del comune è la cima del Piz Pombi (2 967 m s.l.m.), che segna il confine con Mesocco e San Giacomo Filippo.

## Storia
Menzionato per la prima volta nel 1203 come Soaza, il comune risulta essere autonomo già nel 1359 (anche se dal punto di vista ecclesiale continuò ad essere soggetto alla Collegiata di San Vittore, alla quale gli abitanti del luogo erano tenuti a versare decime fino almeno al 1626).
Nel 1710, Soazza acquistò da Lostallo il territorio dell'Alpe Ingamba.

### Simboli
Lo stemma con san Martino a cavallo, patrono della chiesa parrocchiale, è ripreso da un antico sigillo comunale ed è stato adottato ufficialmente il 17 gennaio 1983 al posto di un emblema precedente dove il santo era raffigurato su sfondo rosso, in piedi, con la veste da vescovo d'oro, mentre dà l'elemosina a un mendicante inginocchiato.

## Monumenti e luoghi d'interesse

### Architetture religiose
- Chiesa parrocchiale di San Martino di Tours, attestata dal 1219 e ampliata nel 1626-1639[3][6];
- Chiesa di San Rocco, attestata dal 1530 e ricostruita nel 1633[3][6];
- Cappella della Madonna Addolorata, eretta nel 1751[3][6];
- Cappella sulla strada per Mesocco, eretta nel 1735)[senza fonte];
- Ossario, costruito nel XVII secolo[senza fonte].

### Architetture civili
- Ospizio, costruito nella prima metà del XVI secolo[3]: edificio cubico dotato di un campanile a vela posteriore (1717), di una volta a crociera, una cappella privata novecentesca e soffitti di legno, nel cortile e sul muro del giardino[senza fonte] conserva affreschi di Francesco Antonio Giorgioli (Gesù Bambino porge a san Francesco d'Assisi un chiodo della croce e a sant'Antonio abate un giglio e Scene della Passione di Cristo, 1686 circa)[senza fonte];
- Casa Paret (XVI secolo)[senza fonte];
- Palazzo a Marca (1642): edificio cubico in pietra che presenta lo stemma della famiglia Ferrari (1809) nel timpano del portone e un soffitto dipinto (XVIII secolo)[senza fonte];
- Casa Santi (Imini) (metà XIX secolo), neoclassica[senza fonte];
- Villa Mazzoni (1916). Realizzata con conci squadrati, prende a modello le costruzioni romaniche[senza fonte];
- Ponte sulla Moesa[senza fonte].

### Aree naturali
- Parc Adula.

## Società

### Evoluzione demografica
L'evoluzione demografica è riportata nella seguente tabella:
Abitanti censiti

### Lingue e dialetti
La lingua ufficiale dell'intera valle è l'italiano ma la popolazione locale parla un dialetto lombardo.

## Infrastrutture e trasporti

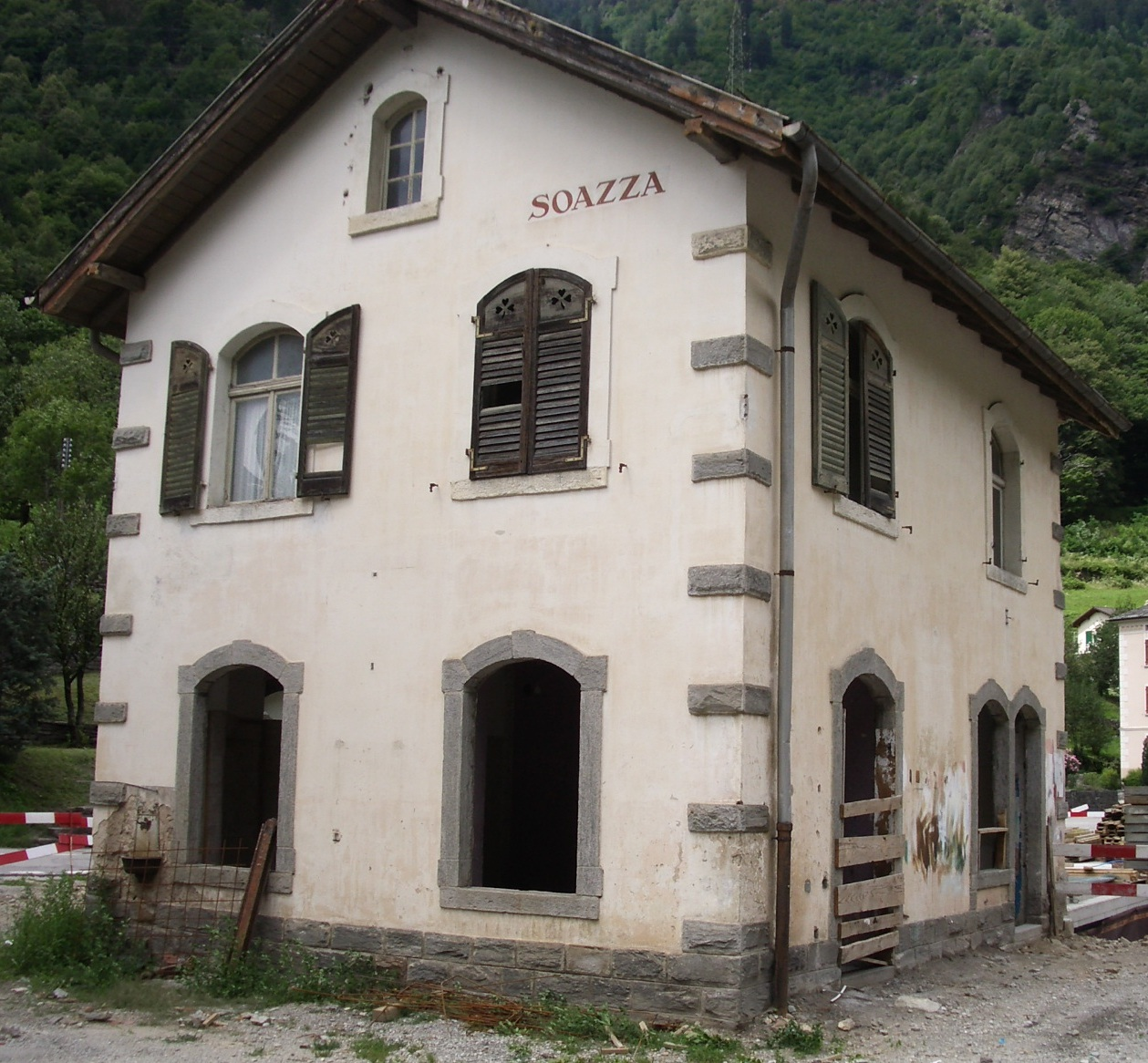
La stazione di Soazza

II territorio di Soazza è attraversato dalla A13/E43 (2 km), la cui uscita autostradale più vicina è Mesocco sud. 
Il 21 giugno 2024, gravi eventi alluvionali hanno provocato il crollo di un centinaio di metri della stessa autostrada, in un tratto sopra alla Moesa ricadente nel territorio comunale di Soazza.
La stazione ferroviaria omonima della Ferrovia Mesolcinese (con edificio per i viaggiatori del 1907 dal tetto a due falde) è in disuso.
Da Soazza parte una mulattiera - molto battuta fino a inizio Ottocento - che, attraverso la Forcola giunge fino al ex-comune italiano di Menarola, vicino a Chiavenna.